# 包壯行
包壯行（1621年9月2日—17世紀），字稺修，揚州府通州人，明朝、南明政治人物。

## 生平
包壯行精通經史，文章磊落不凡，萬曆四十三年（1615年）中舉人，此後久困科場，崇禎十六年（1628年）方中進士，擔任屯田主事、員外郎，看到大臣工作懈怠，決定辭官歸鄉。北京淪陷，他打算殉國，在家人提防下死不去。
弘光時，和徐葆初、朱日爃、賈必選、陳文顯、蔡宸恩、文伯達、吳憲湯、姜紹書、史延曇、顏俊彥、胡其枝、汪挺、余長弘、沈璇卿、周必強、鄭俠如、徐弘道等人一同在工部任職。清順治六年（1649年），方拱乾薦授江南總漕，不應。他的家居擺滿怪石作奇峰，塗上色稱作「石圃」，自號「石圃老人」，後事不詳。

## 家族
曾祖包瑞。祖父包錬。父包厚。

## 引用
1. 1 2  錢海岳《南明史·卷三十一·列傳第七》：壯行，字稺修，揚州通州人。崇禎十六年進士。屯田主事、員外郎。
2. ↑  光緒《通州直隸州志·卷十·選舉志上》：（萬曆）四十三年乙卯（舉人） 包壯行 癸未進士
3. ↑  光緒《通州直隸州志·卷十三·人物志下》：包壯行，字稺脩，博通經史，為文磊落有奇氣。領鄉薦，久之成進士，授工部主事，見諸臣泄泄，遂挂官歸鄉。
4. ↑  錢海岳《南明史·卷三十一·列傳第七》：（弘光）時工部先後司官可紀者，為徐葆初、朱日爃、賈必選、陳文顯、蔡宸恩、文伯達、吳憲湯、姜紹書、包壯行、史延曇、顏俊彥、胡其枝、汪挺、余長弘、沈璇卿、周必強、鄭俠如、徐弘道云。……清薦江南總漕，不應。
5. ↑  光緒《通州直隸州志·卷十三·人物志下》：甲申聞變，誓殉國家，人防之密不得死。順治六年，方拱乾薦授江南總漕，有司造門趣就道，託疾力辭。所居疊怪石為奇峰，顏之曰石圃，因號石圃老人。
6. ↑  《崇禎十六年癸未科進士三代履歷》：包壯行，穉脩，詩一房，丁酉年七月十七日生。通州人，乙卯二十五名，會試六名，二甲二十四名。兵部觀政，乙酉授工部虞衡司主事。